# 60 до н. е.

## Події
- Гней Помпей, Марк Ліциній Красс та Юлій Цезар утворили Перший тріумвірат. Це був союз, спрямований проти сенату. Тріумвіри поділили між собою керівництво провінціями і домовилися підтримувати один одного.
- Юлій Цезар здобуває титул Імператор.
- 16 березня спостерігалося сонячне затемнення в Римі та Іспанії[1]

## Народились
- Марк Емілій Скавр — військовий діяч Римської республіки.